# Ростоцкая Пастиль
Ро́стоцкая Па́стиль (укр. Розтоцька Пастіль) — село в Великоберезнянской поселковой общине Ужгородского района Закарпатской области Украины.
Население по переписи 2001 года составляло 293 человека. Почтовый индекс — 89041. Телефонный код — 03135. Занимает площадь 37,531 км². Код КОАТУУ — 2120884001.